# Aon
Aon — международная компания, специализирующаяся на консультациях в сфере страхования, является крупным страховым брокером. Представлена в 120 странах, основными рынками являются США и Великобритания. Штаб-квартира в Дублине (Ирландия) (до апреля 2020 года в Лондоне).

## История
История компании началась в 1922 году в Чикаго, где 20-летний Клемент Стоун (W. Clement Stone) основал страховое агентство Combined Registry Company. В 1947 году несколько купленных ранее компаний были объединены в Combined Insurance Company of America. В последующие годы компания продолжила рост за счёт поглощений, в 1960-х годах вышла на рынки Канады, Великобритании, Австралии и Новой Зеландии, в 1977 году начала работу в ФРГ, в 1979 году во Франции, в 1980 году в Японии. В 1980 году была создана холдинговая компания Combined International Corporation. Компания специализировалась на наиболее низком ценовом сегменте, продавая дешёвые полисы страхования жизни и от несчастных случаев, медицинского страхования; с ростом расходов на большое количество страховых агентов эта модель становилась всё менее успешной.
В 1982 году была куплена компания Ryan Insurance Company, её основатель и глава Патрик Райан стал новым президентом Combined International Corporation. Под его руководством компания начала отходить от прямого страхования к брокерским услугам, начав с покупки Rollins Burdick Hunter Company, восьмой крупнейшей на этом рынке в США. В 1987 году название холдинговой компании было изменено на Aon Corporation («Эйон», в переводе с гаэльского «один»). В 1995 году все оставшиеся прямые страховые операции были проданы, а покупка в 1996 году Alexander & Alexander Services Inc. сделала Aon крупнейшим страховым брокером в мире (хотя всего на год). В 1998 году было куплено сразу несколько компаний в Европе и Латинской Америке.
В 2008 году была куплена Benfield Group, брокерская группа в перестраховании. В 2010 году за 4,9 млрд долларов была куплена компания Hewitt Associates, занимающаяся консультациями по найму персонала и аутсорсингу. В 2012 году штаб-квартира была перенесена из Чикаго в Лондон, а в 2020 году в Дублин.

## Деятельность
Основные направления деятельности:
- Commercial Risk Solutions — розничные страховые брокерские услуги (42 % выручки);
- Reinsurance Solutions — брокерские услуги в перестрахования (16 % выручки);
- Retirement Solutions — консультации по вопросам пенсионных программ, инвестиций и трудовых ресурсов (16 % выручки);
- Health Solutions — брокерские услуги в медицинском страховании (15 % выручки);
- Data & Analytic Services — анализ страховых рынков для страховщиков и их клиентов (11 % выручки)[1][6].